# BBC Sessions (The Nice)
BBC Sessions è un album live del gruppo musicale britannico The Nice, pubblicato dalla Sanctuary Records nel 2002.

## Storia
L'album raccoglie brani che i Nice registrarono dal vivo appositamente per la BBC e che furono quasi tutti trasmessi all'interno del programma radiofonico Top Gear, eccetto una sola traccia tratta da Pop North.
Le registrazioni, che includono alcune cover precedentemente inedite, sono datate tra l'ottobre del 1967 e l'aprile del 1969; le note di copertina specificano che i nastri originali delle trasmissioni in questione non erano disponibili all'epoca della compilazione del CD e che quest'ultimo pertanto è tratto da varie fonti non ufficiali: per lo più registrazioni amatoriali, "ripulite" per quanto possibile in fase di masterizzazione; ciò spiega anche il fatto che di alcuni brani compaiono solo accenni o frammenti.
Il libretto allegato al CD elenca a parte anche tutte le sessioni che i Nice effettuarono per la BBC lungo la loro carriera (1967-1970) con la scaletta di ciascuna: vi figurano perciò alcuni titoli – o in alcuni casi intere trasmissioni – non documentati nel disco.

## Tracce
22/10/67 Top Gear
1. Flower King of Flies (frammento) – 0:54 (Keith Emerson, Lee Jackson)
2. Sombrero Sam (strumentale) – 3:36 (musica: Charles Lloyd, arr. The Nice)
3. Rondo (frammento, strumentale) – 1:32 (musica: Brian Davison, Emerson, Jackson, Davy O'List)

16/6/68 Top Gear
1. Get to You – 3:44 (Roger McGuinn, Chris Hillman)
2. The Diamond-Hard Blue Apples of the Moon – 2:59 (Emerson, Jackson)
3. Brandenburger (strumentale) – 3:53 (musica: Johann Sebastian Bach, Davison, Emerson, Jackson)
4. Little Arabella (& Sorcery) – 3:42 (Emerson, Jackson)

25/8/68 Top Gear
1. America (strumentale) – 6:41
2. Lumpy Gravy (frammento, strumentale) – 2:18 (musica: Frank Zappa, arr. The Nice)
3. Aries (strumentale) – 5:29 (musica: Mort Garson, arr. The Nice)
4. Ars Longa Vita Brevis – 8:00 (Davison, Emerson, Jackson, O'List)

29/8/68 Pop North
1. Little Arabella – 4:20 (Emerson, Jackson)

1/12/68 Top Gear
1. Happy Freuds – 3:26 (Emerson, Jackson)
2. Brandenburger (frammento, strumentale) – 1:43 (musica: Davison, Emerson, Jackson)
3. Intermezzo from the 'Karelia' Suite (strumentale) – 7:37 (musica: Jean Sibelius, arr. The Nice)

20/4/69 Top Gear
1. I'm Not One of Those People – 3:16 (Emerson, Jackson)
2. Azrael Revisited – 5:08 (Emerson, Jackson)
3. Blues for the Prairies (strumentale) – 4:20 (musica: Oscar Peterson, arr. The Nice)
4. Diary of an Empty Day (& Top Gear Signature) – 3:41 (testo: Jackson – musica: Édouard Lalo, arr. Emerson)

## Formazione
- Brian Davison (*) – batteria, percussioni
- Keith Emerson – tastiere, voce sul brano Happy Freuds
- Lee Jackson – basso, voce
- Davy O'List (tracce: 1-12) – chitarra, voce

(*) Le note di copertina accreditano sulle prime tre tracce il primo batterista dei Nice, Ian Hague; si tratta però di un errore: la registrazione è infatti datata 22 ottobre 1967, cioè oltre due mesi dopo l'uscita di Hague dal gruppo e la sua sostituzione con Brian Davison.

## Crediti
- Steve Hammonds, Antony Amos – coordinamento del progetto
- Sean (Masterpiece) – masterizzazione
- Tom Ornshaw – grafica di copertina
- Paul Russell – note esplicative